# Saarde (obec)
Obec Saarde (estonsky Saarde vald) je samosprávná jednotka estonského kraje Pärnumaa, zahrnující město Kilingi-Nõmme, městečko Tihemetsa a několik okolních vesnic.